# مجدله

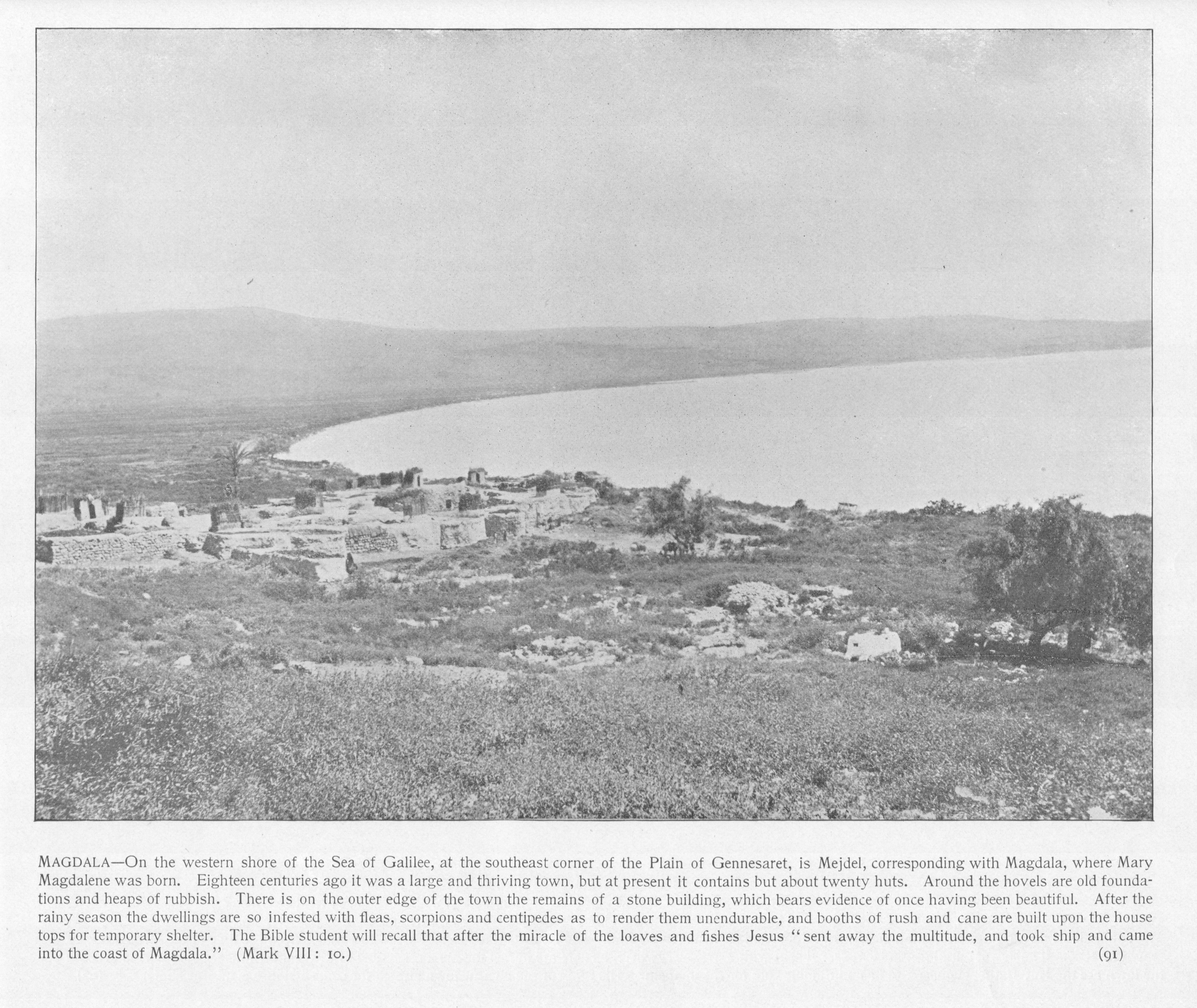
عکسی از مجدلهٔ باستانی بر دریای جلیله. ۱۸۹۴ میلادی

مَجدَله (زبان آرامی: מגדלא؛ زبان عبری: מגדל / Migdal بمعنیِ برج؛ زبان عربی: قریة المجدل) نامِ دستِ کم دو جای در فلسطینِ باستان در تلمودِ یهود و یک جای در عهد جدیدِ مسیحیان است. انجیل‌های چهارگانه مریمِ مَجدَلیه که رهروِ عیسی مسیح بود را از این دیار می‌دانند.